# Albatros Motors

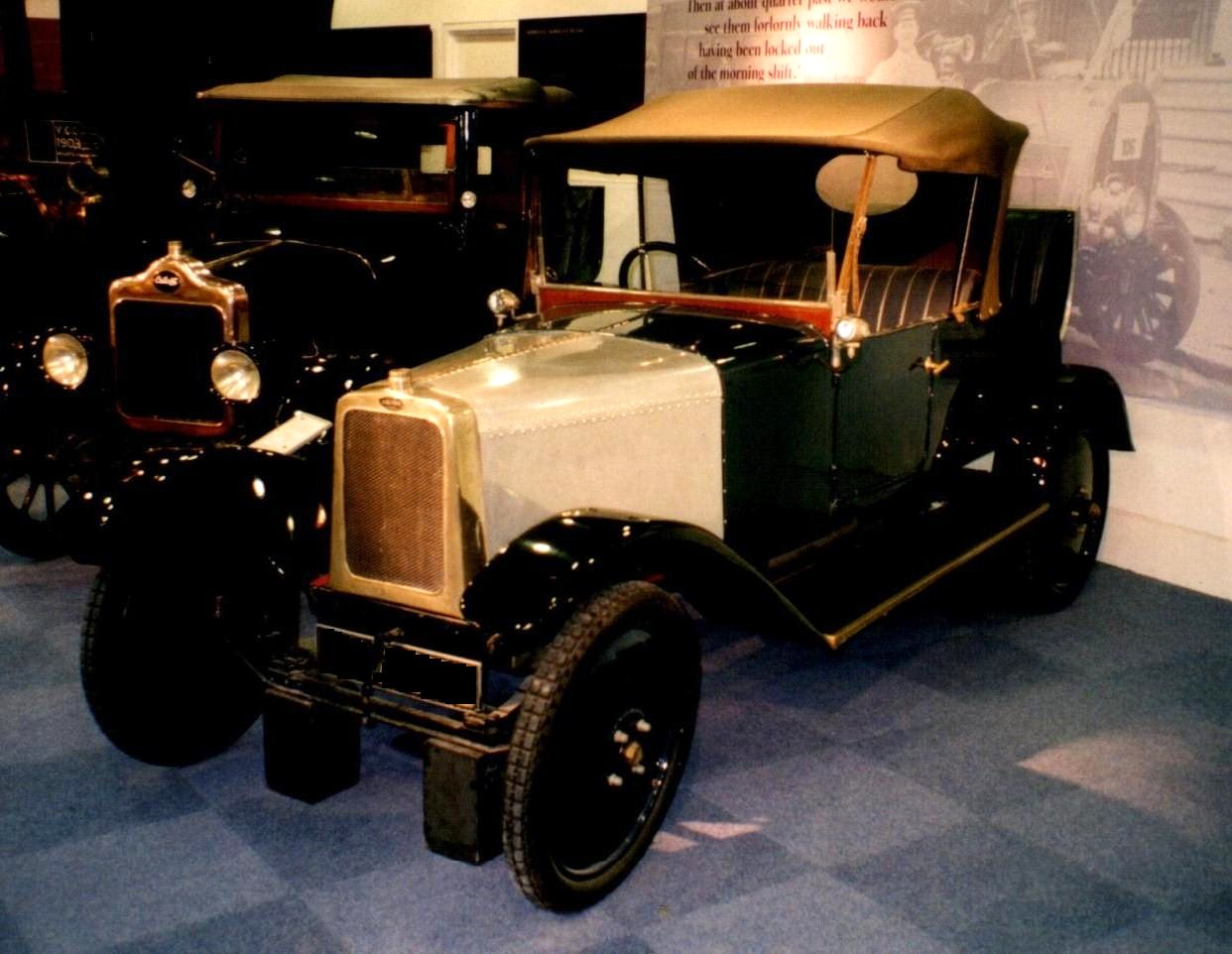
Albatros von 1923

Albatros ist ein ehemaliger britischer Hersteller von Automobilen.

## Unternehmensgeschichte
Das Unternehmen Albatros Motors Limited begann 1922 in Coventry mit der Produktion von Automobilen.
1924 wurde die Produktion eingestellt.

## Fahrzeuge
Es wurden die Modelle 8 HP und 10 HP angeboten. Beide Modelle besaßen einen Vierzylindermotor von Coventry Climax. Bei dem kleineren Modell mit 1094 cm³ Hubraum wurde auf das Differenzial verzichtet. Das größere Modell hatte 1247 cm³ Hubraum. Beide Modelle wurden mit offenen Karosserien ausgeliefert, die wahlweise zwei oder vier Personen Platz boten.
Ein Fahrzeug dieser Marke ist im Coventry Transport Museum in Coventry zu besichtigen.